# Tumiłowicze
Tumiłowicze (biał. Тумілавічы; ros. Тумиловичи) – wieś na Białorusi, w obwodzie witebskim, w rejonie dokszyckim, w sielsowiecie Tumiłowicze.
Dawniej używana nazwa miejscowości – Tomiłowicze.
Znajduje się tu parafialna cerkiew prawosławna pw. św. Jerzego Zwycięzcy.

## Historia
W czasach zaborów wieś i folwark w gminie Tumiłowicze, w powiecie borysowskim, w guberni mińskiej Imperium Rosyjskiego.
W dwudziestoleciu międzywojennym wieś i folwark leżały w Polsce, w województwie wileńskim, w powiecie duniłowickim, od 1926 w powiecie dziśnieńskim, w gminie Tumiłowicze, a następnie w gminie Dokszyce.
Według Powszechnego Spisu Ludności z 1921 roku zamieszkiwało:
- folwark  – 23 osoby, 13 było wyznania rzymskokatolickiego, a 10 prawosławnego. Jednocześnie 13 mieszkańców zadeklarowało polską przynależność narodową a 10 białoruską. Były tu 2 budynki mieszkalne[7]. W 1931 w 3 domach zamieszkiwało 21 osób[8].
- wieś – 169 osób, 12 było wyznania rzymskokatolickiego, 155 prawosławnego a 2 mojżeszowego. Jednocześnie 17 mieszkańców zadeklarowało polską przynależność narodową, 143 białoruską, 2 żydowską a 7 inną. Było tu 31 budynków mieszkalnych[7]. W 1931 w 42 domach zamieszkiwało 227 osób[8].

Wierni należeli do parafii rzymskokatolickiej w Dokszycach i miejscowej prawosławnej. Miejscowość podlegała pod Sąd Grodzki w Dokszycach i Okręgowy w Wilnie; mieścił się tu urząd pocztowy, który obsługiwał znaczną część gminy Dokszyce.
Po agresji ZSRR na Polskę w 1939 roku wieś znalazła się w granicach BSRR. W latach 1941–1944 była pod okupacją niemiecką. Następnie leżała w BSRR. Od 1991 roku w Republice Białorusi.